# Georg Ericson
Georg Vilhelm Ericson (født 18. december 1919, død 4. januar 2002) var en svensk fodboldspiller, der spillede som midtbanespiller i klubben IFK Norrköping. Han spillede i alt 89 Allsvenskan-kampe, scorede 36 mål og blev to gange svensk mester med klubben. I 1955 begyndte han en karriere som træner og vandt yderligere fem svenske mesterskaber med samme klub.
I 1970 blev Ericson landstræner for Sveriges fodboldlandshold og var med til at kvalificere holdet til VM i 1974 og 1978. Den største succes kom med femtepladsen ved slutrunden i 1974. I alt nåede Ericson at lede 91 landskampe før han stoppede i 1979.

## Øvrigt
Ericson medvirkede som sig selv i spillefilmen Pråsen fra 1974, der er instrueret af Bo Widerberg. I denne film medvirkede også virkelige spillere såsom Ronnie Hellström, Ralf Edström, Roland Sandberg og Benno Magnusson.
Georg Ericson var far til Håkan Ericson, der også blev en succesfuld fodboldtræner. Han døde 82 år gammel den 4. januar 2002.